# Sort
sort je v informatice nástroj pro příkazový řádek, který pomocí řadicího algoritmu změní pořadí řádků na jeho vstupu. Pořadí je dáno jedním nebo více položkami na řádcích vstupu. Standardně je řazení provedeno podle celého řádku (zleva doprava). Mezera je standardně používána jako oddělovač. Příkaz sort je standardní součástí unixových systémů, ale i systému DOS, Microsoft Windows a OS/2.

## Příklady
Za symbolem ‚$‘ je příkaz zadaný uživatelem/uživatelkou:

### Seřazení podle abecedy
```
$ cat kontakty
Smith, Brett     555-4321
Doe, John        555-1234
Doe, Jane        555-3214
Avery, Cory      555-4132
Fogarty, Suzie   555-2314
```

```
$ sort kontakty
Avery, Cory      555-4132
Doe, Jane        555-3214
Doe, John        555-1234
Fogarty, Suzie   555-2314
Smith, Brett     555-4321
```

### Seřazení podle velikosti čísel
Přepínač -n způsobí seřazení podle číselné hodnoty:
```
$ du /bin/* | sort -n
4       /bin/domainname
24      /bin/ls
102     /bin/sh
304     /bin/csh
```

Ve starších verzích příkazu sort se používal přepínač ve tvaru +1, který způsobil, že pro seřazení řádků se použil druhý sloupec dat na vstupu. Nyní se používá přepínač -k, který slouží ke stejnému účelu (poznámka: -k2 pro druhý sloupec):
```
$ cat PSC
Adam  12345
Bob   34567
Joe   56789
Sam   45678
Wendy 23456
```

```
$ sort -n -k2 PSC
Adam  12345
Wendy 23456
Bob   34567
Sam   45678
Joe   56789
```

### Určení oddělovače
```
$ sort -t: -k2 PSC
Adam:12345
Wendy:23456
Bob:34567
Sam:45678
Joe:56789
```

### Seřazení v obráceném pořadí
Přepínač -r pouze obrátí pořadí seřazení (Poznámka: místo A–Z seřadí sestupně Z–A):
```
$ sort -nrk2 PSC
Joe   56789
Sam   45678
Bob   34567
Wendy 23456
Adam  12345
```